# Anemone Valcke
Anemone Valcke (Gent, 27 september 1990) is een Belgische actrice.

## Biografie
Valcke studeerde drama aan het conservatorium in Gent, waar ze in 2013 afstudeerde. Voordien volgde ze haar middelbare studies in het Atheneum Wispelberg. Ze kreeg in 2008 haar eerste filmrol als Vera, de dochter van Matty in Aanrijding in Moscou van Jean-Claude Van Rijckeghem. Begin 2010 speelde ze de rol van Yasmien in Bo van Hans Herbots.
In het najaar van 2010 was ze naast onder anderen Marie Vinck en Wouter Hendrickx te zien in Adem van Hans Van Nuffel. 
In 2011 speelde ze een gastrol in het tweede seizoen van Code 37, in het najaar volgde een gastrol in Aspe. In het voorjaar van 2012 speelde ze een hoofdrol in Loslopend wild en gastrollen in Zone Stad en Witse, en in dat najaar kwam Offline van Peter Monsaert uit, waarin ze een hoofdrol vertolkte. Voor deze rol won ze op het Internationaal Filmfestival van Amiens de prijs van beste actrice. In 2013 speelde ze in het tweede seizoen van Loslopend wild en een gastrol in Vermist V. Daarnaast verscheen ze in de laatste vijf afleveringen van het muzikale kinderprogramma Zingaburia. In 2014 speelde ze een hoofdrol in fictiereeks Vriendinnen op Eén. In het najaar van 2015 vertolkte ze de rol van Elise in de serie Bevergem en was ze ook drie afleveringen te zien in de De Slimste Mens ter Wereld 2015 als kandidate.
Valcke had enkele jaren een relatie met Jan Paternoster (zanger van The Black Box Revelation). Sinds 2016 is het stel geen koppel meer.

## Televisie
- 2006: Aspe - Elise Fimmers
- 2010: Aspe - Marianne Verbeeck
- 2011: Code 37 - Ellen 'Lana' Devries
- 2012: Witse - Dorien De Munter
- 2012: Zone Stad - Celine Van Snick
- 2012: Loslopend wild - Diverse rollen
- 2013: Ontspoord - Ruth
- 2014: Zingaburia - Prinses Zingaburia
- 2014: Vermist - Milla Daelmans
- 2014: Vriendinnen - Eva Michiels
- 2015: Bevergem - Elise
- 2015: De Slimste Mens ter Wereld 2015 - Zichzelf
- 2016: The Missing - Marlene Loweich
- 2017: Generatie B - Ursula
- 2018: De Bende van Jan de Lichte - De Schoen
- 2021: Storm Lara - Suzy/Liv
- 2023: De twaalf - Esther
- 2024: Styx - Amanda Gabriëls
- 2025: Putain - Timothea

## Film
- 2008: Aanrijding in Moscou - Vera
- 2010: Adem - Eline
- 2010: Bo - Yasmien
- 2012: Offline - Vicky
- 2012: Brasserie Romantiek - Ingrid
- 2014: Alles komt terug - Renée
- 2015: Een vrije dag - Stefanie
- 2017: Hoe kamelen leeuwen worden - Robin
- 2019: Ghost Tropic - collega
- 2019: Lola vers la Mer  - Kaatje
- 2021: Cool Abdoul - Sylvie
- 2023: Aller/Retour - Kiki

## Korte films
- 2017: Hotel Mama